# Italsider

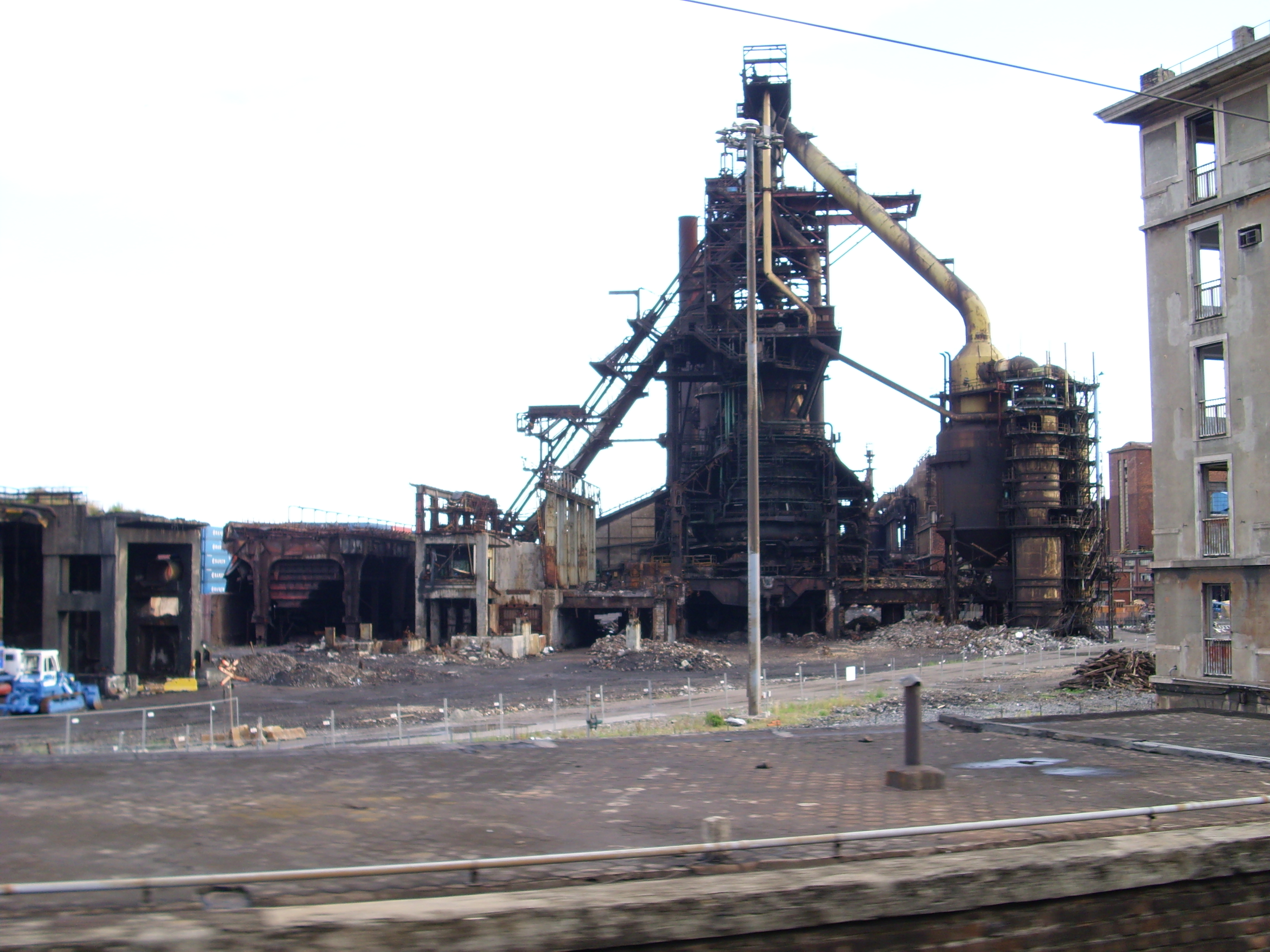
Haut fourneau en cours de démolition à Cornigliano (Gênes).

Italsider est une société sidérurgique italienne, l'une des plus importantes d'Europe, jusqu'à l'arrêt de la production dans les années 1980.
Créée par des industriels privés du Nord de l'Italie, comme ILVA, la société est passée sous contrôle public lors de la création de l'IRI et a donné naissance aux pôles sidérurgiques italiens de Gênes-Cornigliano, Taranto et Naples-Bagnoli. 
Dans les années 1960, au sein de la holding Finsider, c'était l'un des groupes publics les plus importants d'Italie.
À la fin des années 1980, à la suite de la grave crise mondiale de l'acier de 1975, l'Italsider a été privatisée et a été cédée au groupe privé Riva SpA, reprenant son nom d'origine, ILVA.

## Chronologie

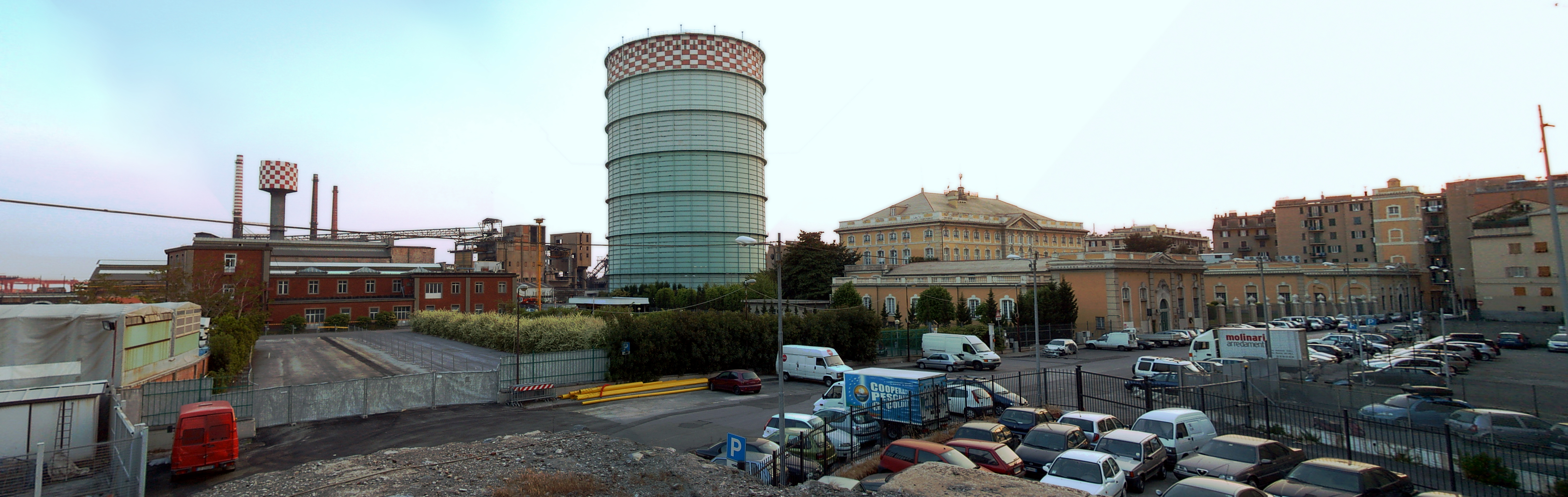
Le site sidérurgique de Cornigliano.

Les dates principales de l'histoire d'Italsider :
- 1905 : constitution de la société sidérurgique Ilva SpA,
- 1918 : création de Ilva Alti Forni et Acciaierie d'Italia,
- 1931 : transfert du siège social à Gênes,
- 1934 : prise de contrôle par l'IRI et en 1937, intégration dans Finsider,
- 1949 : création à Rome par Finsider de la société « Nuova Italsider », Società Siderurgica Commerciale,
- 1961 : fusion de Ilva avec Acciaierie di Cornigliano SpA qui donne naissance à Italsider Alti Forni et Acciaierie Riunite Ilva e Cornigliano,
- 1964 : la raison sociale devient simplement Italsider,
- 1981 : Nuova Italsider rachète tous les sites sidérurgiques sauf ceux de Marghera et San Giovanni Valdarno,
- 1986 : fusion et incorporation de Nuova italsider dans Sirti (it) du groupe IRI-STET,
- 1989 : cession du site de Cornigliano au Groupe Riva SpA,
- 1995 : privatisation d'ILVA, et cession du site Italsider de Taranto au Groupe Riva SpA.

La création de la société ILVA remonte au 1er février 1905, à Gênes. Le capital social d'origine était de 12 millions de ₤ires et englobait la Société sidérurgique de Savone contrôlée par « Acciaierie di Terni », la « Ligure Metallurgica » et « Terni ».
Le groupe de base « Terni-Elba » — qui intervenait dans l'extraction du minerai de fer surtout dans l'île d'Elbe — était contrôlé par un groupe de financiers génois qui, avec la création de ILVA, voulaient profiter des subventions de l'État italien pour le développement économique de la région de Naples en construisant un centre sidérurgique à Bagnoli. Dès la fin de la seconde guerre mondiale, grâce à la demande forte d'acier de la part de l'industrie automobile et de l'électroménager, Italsider s'était notablement renforcée en étant passée sous contrôle public, intégrée dans Finsider.